# فرودگاه آلن پاریش
فرودگاه آلن پاریش (به انگلیسی: Allen Parish Airport) یک فرودگاه همگانی بهره‌برداری هوایی است که یک باند فرود آسفالت دارد و طول باند آن ۱۵۲۲ متر است. این فرودگاه در کشور ایالات متحده آمریکا قرار دارد و در ارتفاع ۳۳ متری از سطح دریا واقع شده است.